# Ahmed Maher (Politiker, 1980)

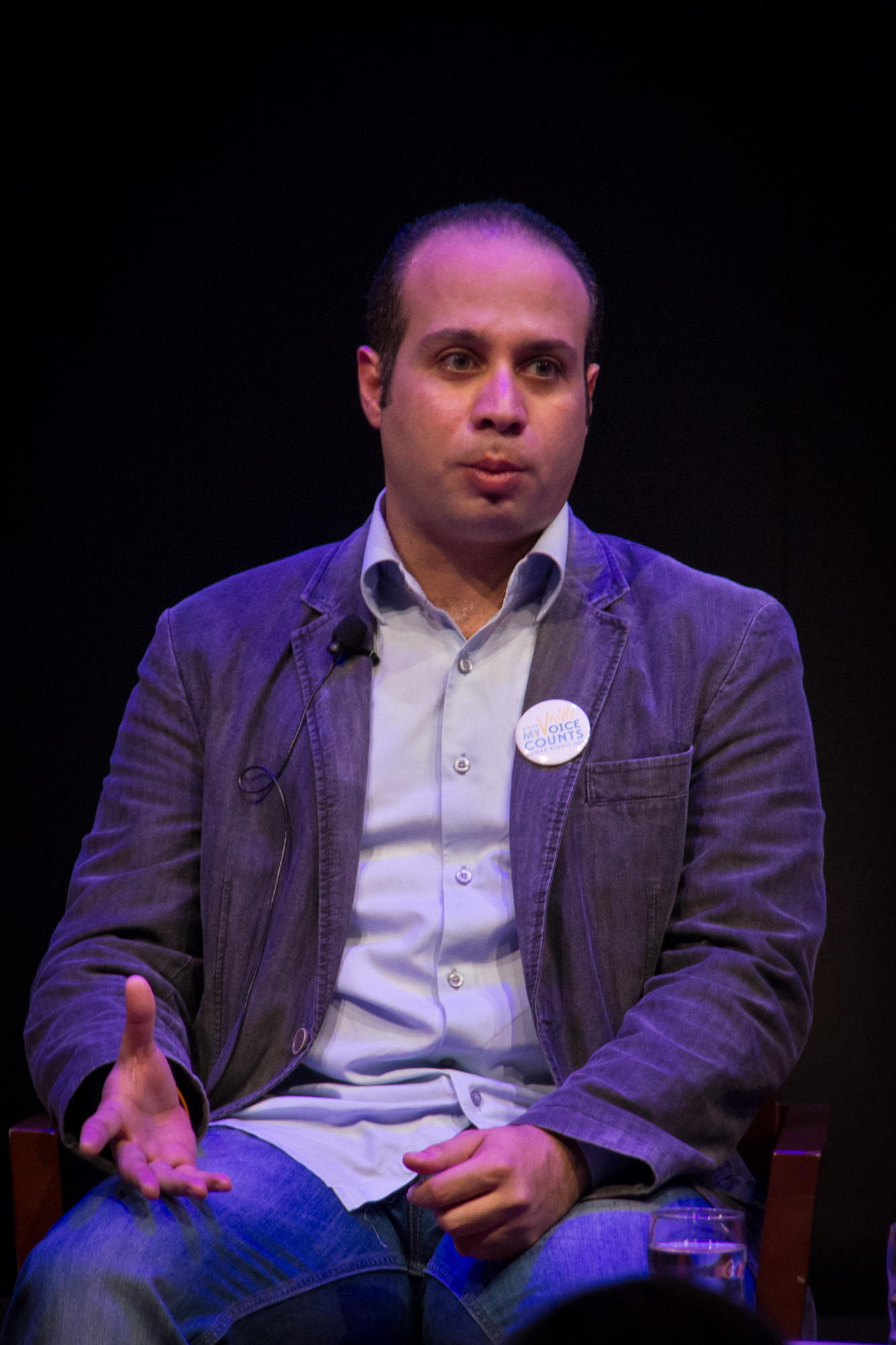
Maher, 2010

Ahmed Maher (arabisch أحمد ماهر, DMG Aḥmad Māhir; * 2. Dezember 1980 in Alexandria) ist neben Israa Abdel Fattah einer der Gründer der Jugendbewegung des 6. April und ein prominenter Teilnehmer der Revolution in Ägypten 2011.

## Leben
Er arbeitete für eine Baufirma in Kairo. Nach dem 6. April 2008 organisierte er mehrere Demonstrationen. Allerdings wurden seine Bemühungen von den ägyptischen Sicherheitskräften und inneren Differenzen der Bewegung behindert. Im Juni 2010 half er, einen Protest gegen die Ermordung des Bloggers Khaled Said zu organisieren. Maher unterstützte eine mögliche Präsidentschaft Mohammed el-Baradeis.
Nachdem im Juli 2013 das ägyptische Militär geputscht und damit eine Staatskrise ausgelöst hatte, wurde Maher, ebenso wie zwei weitere Aktivisten der Bewegung, im Dezember 2013 wegen Verstoßes gegen das Demonstrationsrecht zu einer dreijährigen Haftstrafe verurteilt.